# Lac du Mórnos
Le lac du Mórnos, en grec moderne : Λίμνη Μόρνου, est un lac de barrage de Phocide en Grèce-Centrale. 
Il est formé pour répondre aux besoins croissants d'approvisionnement en eau d'Athènes, par la construction, en 1979, d'un barrage sur le fleuve Mórnos. La superficie totale du lac, correspondant à son niveau moyen, est d'environ 15,5 km2 pour un périmètre de 70 km, ce qui en fait le neuvième plus grand lac artificiel de Grèce. 